# 숭민 원더스 여자 축구단
숭민 원더스 여자 축구단은 과거 활동했었던 대한민국의 여자 축구단이다.

## 역사
1999년 12월 13일, 다단계 마케팅 기업인 숭민그룹의 이광남이 구단주 겸 회장직을 맡고, 전 국가대표 출신인 박종환이 단장직을, 춘천고 감독이던 하성준이 감독직을 맡고 롯데호텔에서 창단식을 가졌다.
숭민 원더스는 인천제철과 헤브론에 이은 세 번째 여자 실업 축구단이었다. 당시 국가대표팀에도 뽑히던 선수들 다수가 포함된 총 18명의 선수가 선발되었으며, 선수들 연봉은 2,650만원에서 1,800만원으로 국내 최고 대우를 받았다. 그러나 2002년 5월 2일에 이광남 숭민그룹 회장이 다단계 판매를 하면서 5,760억원에 달하는 회원비를 횡령하여 《방문판매법》을 위반한 혐의로 구속되면서 기업이 자금난을 겪기 시작했고, 2002년 11월에 제주도에서 열린 2002년 전국체육대회를 끝으로 해체를 결정했다.